# Adrormizd d'Armènia
Adrormizd o també Adhur-Hormidz va ser marzban d'Armènia de l'any 452 al 465.
El seu origen és incert. Se'l considera persa o també iranià. Cyril Toumanoff diu que era de la dinastia arsàcida, sense determinar cap parentiu amb altres membres d'aquesta família. El rei Isdigerdes II de Pèrsia va ser qui el va nomenar marzban després de deposar Vasaces de Siània, quan es va produir a Armènia una revolta per evitar la imposició persa del Mazdeisme.
La seva política va ser de tolerància religiosa. Va convocar els bisbes de l'Església Armènia que hi van anar quasi tots, i fins i tot el príncep Vasaces de Siània, l'anterior marzban, li va enviar el patriarca Hovsep d'Holotzim, el bisbe Lleonci (Levond), i dos bisbes de la regió d'Aratz de noms Samuel i Abraham, que tenia presoners a un dels seus castells de Siunia. Als joves prínceps de les cases de Mamiconis i Camsaracans que tenia com a ostatges els va enviar a Pèrsia.
El nou marzban va fer arribar les queixes dels bisbes i dels nobles a la cort de Pèrsia amb una delegació de nobles. Precisament allí havia anat Vasaces de Siània esperant rebre la corona d'Armènia. Els nobles el van acusar d'haver pactat amb ells secretament, d'haver pactat amb els huns, i d'altres infidelitats al rei. El rei Isdigerdes III de Pèrsia el va fer empresonar i el va tancar a una masmorra insalubre on va morir ràpidament.
El rei persa va retenir com a ostatges molts nobles del partit nacional armeni, i va exercir represàlies contra alguns eclesiàstics com Samuel i Abraham (decapitats), Thathik de Bassèn (deportat a Assíria i decapitat més tard) i el patriarca Hovsep. A l'Eran-ambaraghbadh (administrador de magatzems) del rei, Vehden-Shahpuhr, li va encarregar de processar el patriarca, Lleonci o Levond d'Itshavan i altres bisbes, mentre a Armènia el marzban continuava la política de tolerància. Els bisbes processats van patir tota classe de tortures i com que no es van convertir al mazdeisme van ser portats a Revand on van morir executats. Els bisbes van nomenar representant Lleonci i per això al conjunt de morts se'ls coneix com a màrtirs lleontins o Levondins 
Els següents patriarques d'Armènia (mort Hovsep) van ser Melité de Manazkert (452-456) i Movsès o Moisès de Manazkert (456-461) de la tendència siríaca, que van estar en bones relacions amb el marzban. El 461 va ser nomenat patriarca Gut d'Arahez (461-478) un hel·lenòfil i nacionalista que secretament aspirava a l'ajuda romana d'Orient per alliberar al país.
L'any 455 va ser alliberat a Pèrsia el bdeachkh de Gugarq o Tashir i va aconseguir emportar-se amb ell els fills de Maictes Mamiconi, Baanes (II), Vasaces i Artaxes Mamiconi. Es va establir amb la mare dels nois, la princesa Tzuik, a la capital de Tsurtav. Baanes I Mamiconi va tenir després un paper destacat com a cap de la rebel·lió nacional.
Alguns Nakharark presoners a Pèrsia van ser alliberats abans del 464 però la majoria no ho van ser fins després d'aquesta data. Cap a l'any 464 es va revoltar el príncep d'Aghuània Vatshé, fervent cristià. Davant d'això, el marzban va prendre mesures evitant que la rebel·lió s'estengués a Armènia.
El seu govern va acabar el 465 i el va succeir Aderveshnasp (Adhur-Gushnasp).